# نانومواد
نانومواد (به انگلیسی: Nanomaterials) به‌طور کلی به مواد یا ترکیبات شیمیایی‌ای اطلاق می‌شود که اندازه هر واحد آن‌ها (حداقل در یک بُعد) بین ۱ تا ۱۰۰ نانومتر باشد. این تعریف معمولاً در نانوفناوری به‌کار می‌رود.
پژوهش در زمینه نانومواد بر پایه رویکردی موادمحور به نانوفناوری استوار است و از پیشرفت‌های مترولوژی مواد و سنتز بهره می‌برد که در راستای تحقیقات ریزساخت توسعه یافته‌اند. موادی که ساختار آن‌ها در مقیاس نانو قرار دارد، اغلب دارای خواص نوری، الکترونیکی، ترموفیزیکی یا مکانیکی منحصربه‌فردی هستند. نانومواد به‌آرامی در حال ورود به بازارهای تجاری هستند و به‌تدریج به‌عنوان کالاهای قابل عرضه مطرح می‌شوند.

## تعریف
بر اساس استاندارد ISO/TS 80004، نانومواد به‌عنوان «موادی با هر بُعد خارجی در مقیاس نانو یا دارای ساختار داخلی یا سطحی در مقیاس نانو» تعریف می‌شوند. مقیاس نانو به‌عنوان «محدوده طولی تقریباً از ۱ تا ۱۰۰ نانومتر» تعریف شده است. این تعریف شامل نانواجسام، که قطعات جداگانه‌ای از ماده هستند، و مواد نانوساختار، که دارای ساختار داخلی یا سطحی در مقیاس نانو هستند، می‌شود. یک نانوماده می‌تواند به هر دو این دسته‌ها تعلق داشته باشد.
در تاریخ ۱۸ اکتبر ۲۰۱۱، کمیسیون اروپا تعریف زیر را برای نانومواد ارائه کرد:

ماده‌ای طبیعی، اتفاقی یا ساخته‌شده که حاوی ذرات در حالت غیرمستحکم، به‌صورت تجمعی یا به‌صورت کلوخه باشد و برای ۵۰٪ یا بیشتر از ذرات در توزیع اندازه بر اساس تعداد، یک یا چند بُعد خارجی در محدوده ۱ تا ۱۰۰ نانومتر قرار گیرد. در موارد خاص و در صورت وجود نگرانی‌های زیست‌محیطی، سلامتی، ایمنی یا رقابتی، آستانه توزیع اندازه ۵۰٪ ممکن است با آستانه‌ای بین ۱٪ تا ۵۰٪ جایگزین شود.

### مهندسی‌شده
نانومواد مهندسی‌شده به‌طور عمدی توسط انسان طراحی و تولید شده‌اند تا ویژگی‌های خاصی داشته باشند.

### ناخواسته
نانومواد ممکن است به‌صورت ناخواسته به‌عنوان محصول جانبی فرایندهای مکانیکی یا صنعتی از طریق احتراق و تبخیر تولید شوند. منابع نانوذرات ناخواسته شامل دود خروجی موتور وسایل نقلیه، ذوب فلزات، دود جوشکاری، فرایندهای احتراق در گرمایش و پخت‌وپز با سوخت جامد خانگی است. به‌عنوان مثال، دسته‌ای از نانومواد به نام فولرنها از سوزاندن گاز، زیست‌توده و شمع تولید می‌شوند. همچنین ممکن است به‌عنوان محصول جانبی سایش و خوردگی ایجاد شوند. نانوذرات جوی ناخواسته معمولاً به‌عنوان ذرات فوق‌ریز شناخته می‌شوند که طی عملیاتی عمدی به‌طور ناخواسته تولید می‌شوند و می‌توانند به آلودگی هوا کمک کنند.

### طبیعی
سیستم‌های زیستی اغلب دارای نانومواد طبیعی و کاربردی هستند. ساختار روزن‌داران (عمدتاً گچ) و ویروس‌ها (پروتئین، کپسید)، کریستال‌های مومی که سطح برگ لاله مردابی یا لادن (سرده) را می‌پوشانند، تار عنکبوت و ابریشم کنه عنکبوتی، رنگ آبی موجود در بدن رتیلها، «اسپاتولا» های زیر پای گکو، برخی فلس‌های بال پروانه‌ها، کلوئیدهای طبیعی (شیر, خون)، مواد شاخی (پوست، چنگال، نوک، پر، شاخ, مو)، کاغذ، پنبه، مادر مروارید، مرجان و حتی ماتریکس استخوان انسان، همگی نمونه‌هایی از نانومواد طبیعی آلی هستند.

#### نانومواد طبیعی غیرآلی
نانومواد طبیعی غیرآلی از طریق رشد بلورها در شرایط شیمیایی متنوع پوسته شکل می‌گیرند. به‌عنوان‌مثال، رسها به دلیل ناهمسان‌گردی ساختار بلوری زیرین خود، ساختارهای نانویی پیچیده‌ای نشان می‌دهند. فعالیت‌های آتشفشانی می‌تواند منجر به تشکیل اپال شود که نمونه‌ای از بلورهای فوتونیکی طبیعی به دلیل ساختار نانومقیاس آن است. همچنین آتش‌سوزی‌ها واکنش‌هایی پیچیده ایجاد می‌کنند و می‌توانند رنگدانه، سیمان، اروزیل و موارد دیگر تولید کنند.
منابع طبیعی نانوذرات شامل محصولات احتراق مانند آتش‌سوزی جنگل‌ها، خاکستر آتشفشانی، اسپری‌های اقیانوسی و تجزیه رادیواکتیو گاز رادون است. نانومواد طبیعی همچنین می‌توانند از طریق فرآیندهای هوازدگی سنگ‌های حاوی فلزات یا آنیون‌ها و همچنین در محل‌های زه‌کشی اسیدی معادن تشکیل شوند.
نانومواد طبیعی
تصاویر مرتبط با نمونه‌های نانومواد طبیعی، مانند رس‌ها، اپال‌ها و خاکستر آتشفشانی

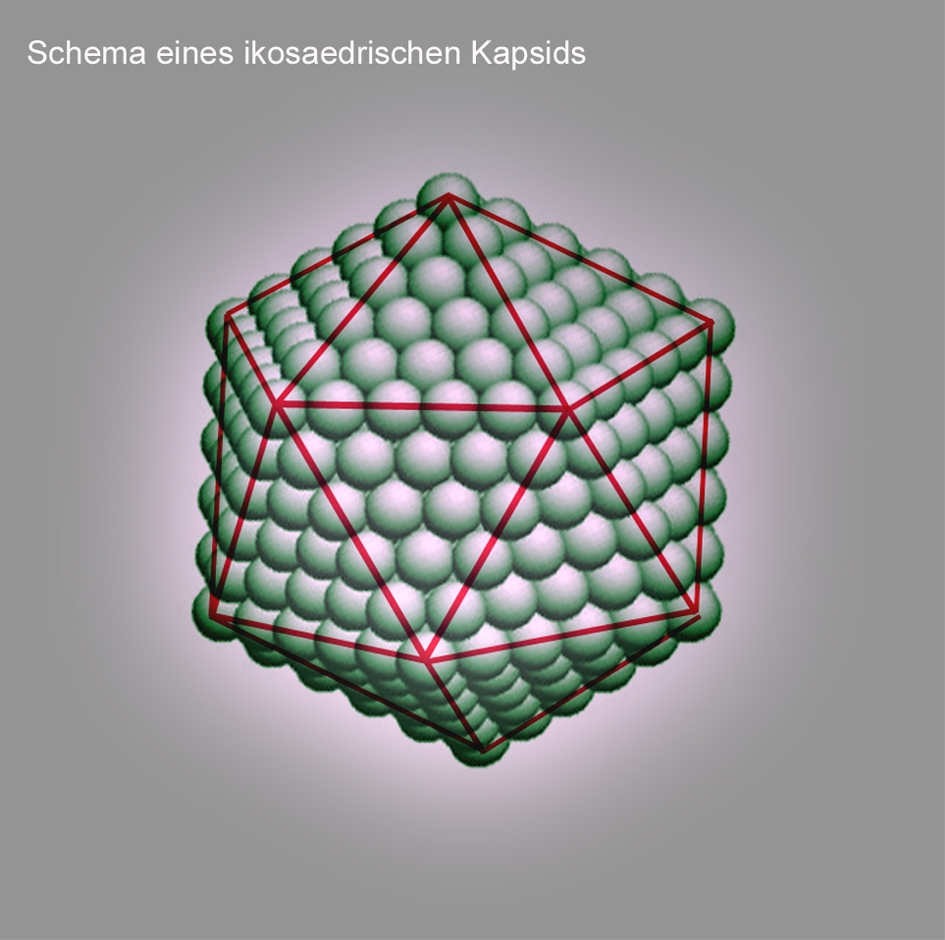
کپسید ویروسی
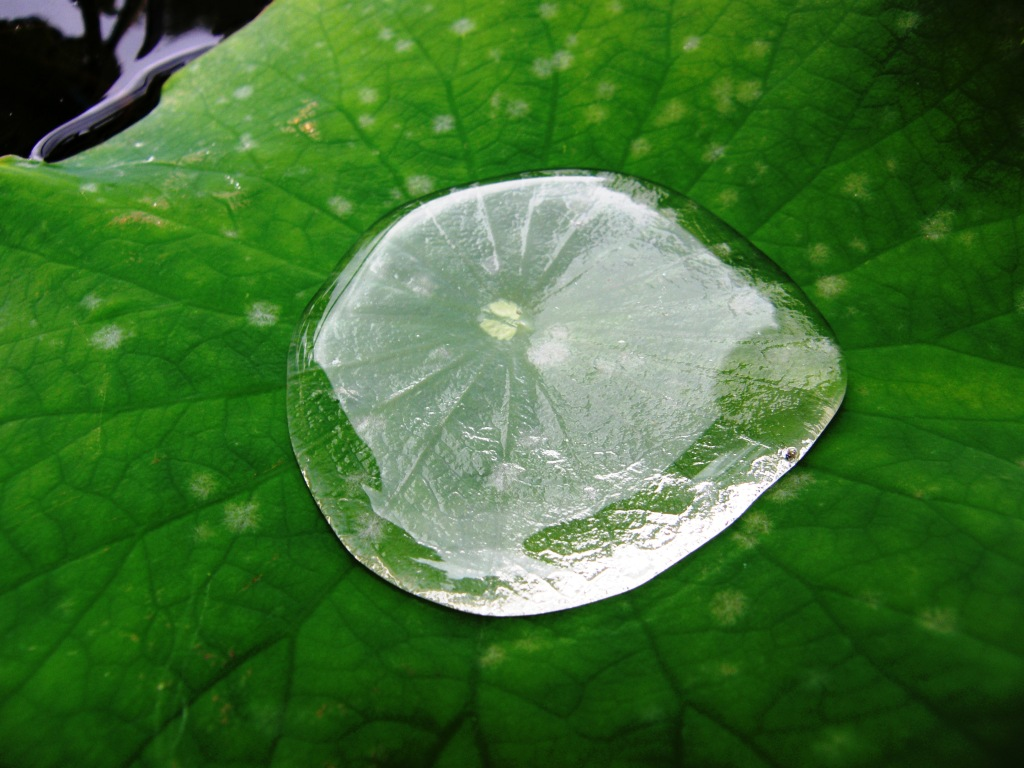
اثر لوتوس، اثر هیدروفوبیک با توانایی خودتمیزکنندگی
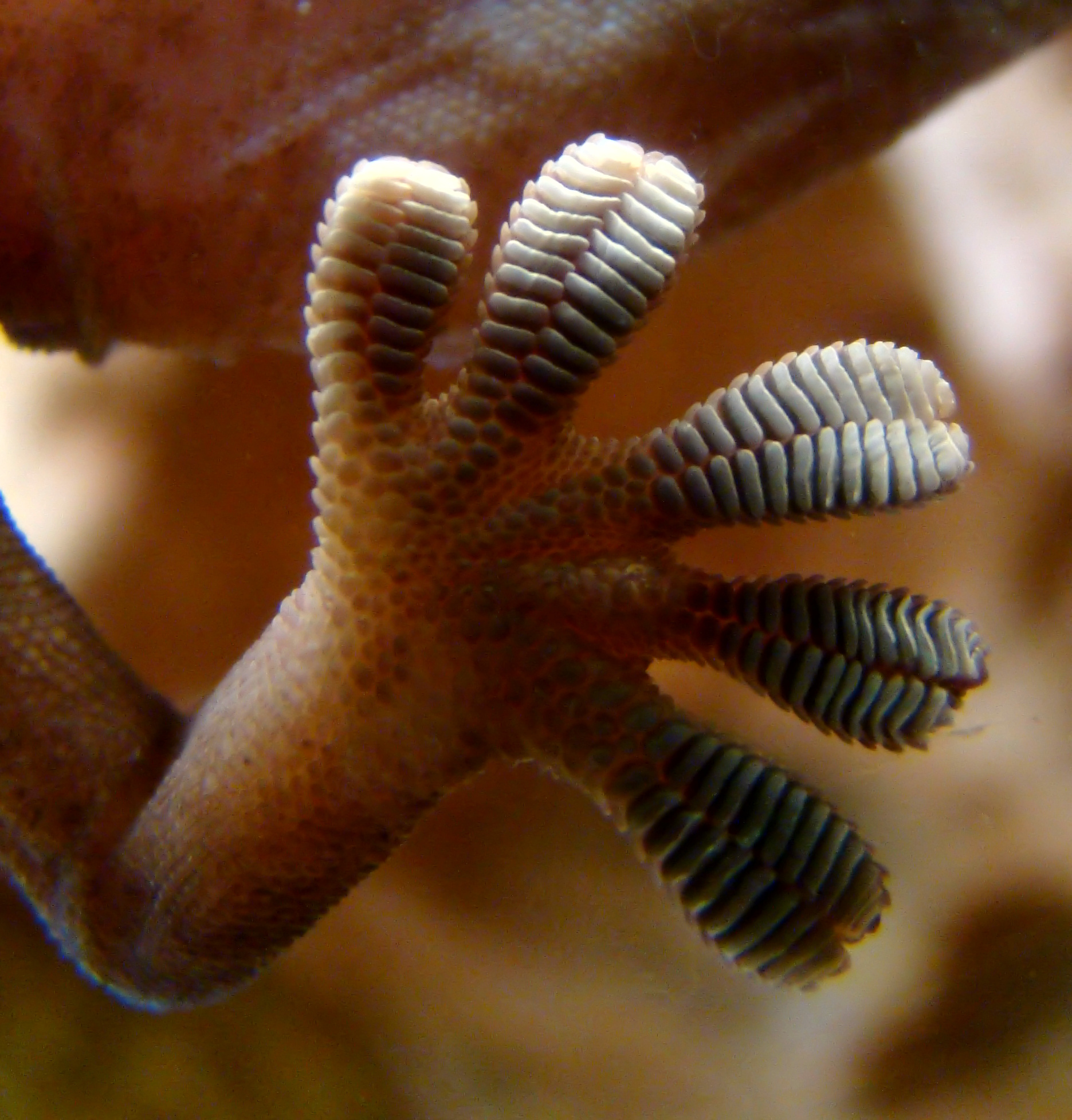
نمای نزدیک از زیر پای یک آفتاب‌پرست در حال راه رفتن روی دیوار شیشه‌ای (اسپاتولا: ۲۰۰ × ۱۰–۱۵ نانومتر)
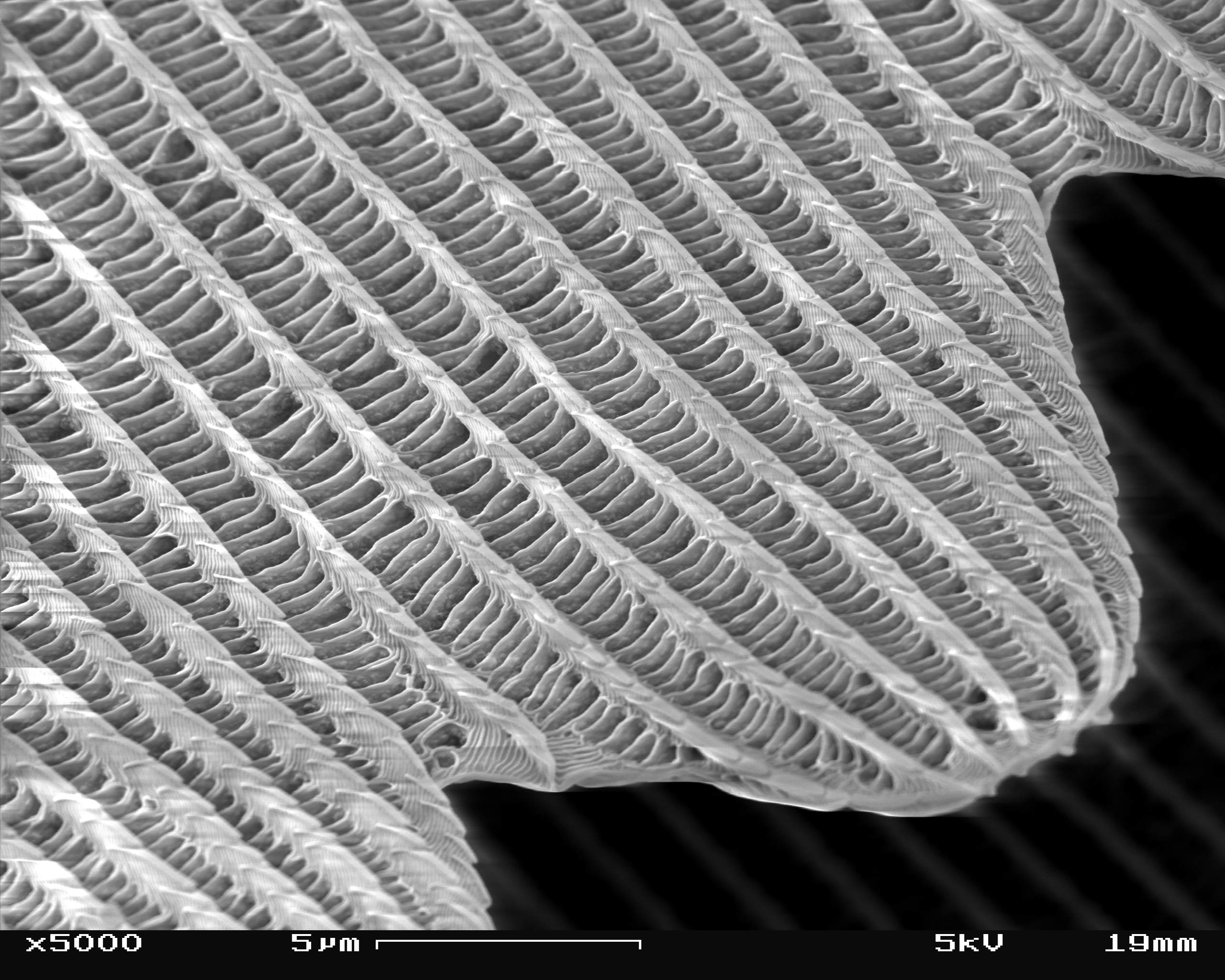
تصویر میکروسکوپ الکترونی مقیاس بال پروانه (× ۵۰۰۰)

## انواع
نانومواد معمولاً بر اساس تعداد ابعادی که در مقیاس نانو قرار دارند، طبقه‌بندی می‌شوند. یک نانوذره به عنوان یک نانوشیء تعریف می‌شود که تمامی ابعاد خارجی آن در مقیاس نانو قرار دارند و محورها (طولانی‌ترین و کوتاه‌ترین) آن تفاوت چشمگیری ندارند. یک نانوالیاف دارای دو بعد خارجی در مقیاس نانو است، که در این میان نانولولهها فیبرهای توخالی نانویی و نانومیلهها فیبرهای جامد نانویی هستند. یک نانورقه/نانوورق دارای یک بعد خارجی در مقیاس نانو است، و اگر دو بعد بزرگتر آن تفاوت زیادی داشته باشند، به آن نانوریبون گفته می‌شود. برای نانوالیاف و نانوورق‌ها، ابعاد دیگر ممکن است در مقیاس نانو قرار نداشته باشند، اما باید به‌طور قابل توجهی بزرگتر باشند. در تمامی این موارد، تفاوت قابل توجه معمولاً حداقل به‌اندازه یک ضریب ۳ است.
مواد نانوساختاری معمولاً بر اساس فازهایی که در خود دارند، دسته‌بندی می‌شوند. یک نانوکامپوزیت یک ماده جامد است که حداقل یک ناحیه یا مجموعه‌ای از نواحی فیزیکی یا شیمیایی متفاوت دارد که حداقل یک بعد آن در مقیاس نانو قرار دارد. یک نانوکف یک ماتریس مایع یا جامد است که با یک فاز گازی پر شده است، جایی که یکی از دو فاز ابعادی در مقیاس نانو دارد. یک نانومنفذ یک ماده جامد است که دارای نانوفیلترها، فضاهای خالی به شکل منافذ باز یا بسته در مقیاس‌های زیر میکرونی است. یک مواد نانوکریستالین بخشی قابل توجه از دانه‌های بلوری آن در مقیاس نانو دارد.

### مواد نانو منفذ
واژه مواد نانو منفذ زیرمجموعه‌ای از مواد میکروپور و مزوپور را در بر می‌گیرد. مواد میکروپور، مواد متخلخل هستند که اندازه میانگین منافذ آن‌ها کوچک‌تر از ۲ نانومتر است، در حالی که مواد مزوپور دارای منافذی با اندازه بین ۲ تا ۵۰ نانومتر هستند. مواد میکروپور دارای اندازه منافذی هستند که مقیاس طولی آن‌ها مشابه مولکول‌های کوچک است. به همین دلیل، این مواد ممکن است در کاربردهای ارزشمندی از جمله غشاهای جداسازی مفید واقع شوند. مواد مزوپور برای کاربردهایی که نیاز به مساحت سطح خاص بالا دارند جالب توجه هستند، در حالی که نفوذ مولکول‌هایی که ممکن است برای ورود به منافذ مواد میکروپور خیلی بزرگ باشند را ممکن می‌سازند. در برخی منابع، مواد نانو منفذ و نانو فوم گاهی به عنوان نانوساختارها در نظر گرفته می‌شوند، اما نه به عنوان مواد نانو، زیرا فقط فضای خالی و نه خود مواد در مقیاس نانو هستند. اگرچه تعریف ISO فقط اشیاء نانو گرد را به عنوان نانوذره در نظر می‌گیرد، منابع دیگر از واژه نانوذره برای تمامی اشکال استفاده می‌کنند.
ذرات نانو یا کریستال‌های نانو از جنس فلزات، نیمه‌رساناها یا اکسیدها به‌خاطر خواص مکانیکی، الکتریکی، مغناطیسی، نوری، شیمیایی و دیگر ویژگی‌ها مورد توجه ویژه‌ای قرار گرفته‌اند. از ذرات نانو به‌عنوان نقطه کوانتومی و همچنین در فروکافتهای شیمیایی مانند نانوکاتالیستها استفاده شده است. اخیراً، طیفی از ذرات نانو به‌طور گسترده‌ای برای کاربردهای زیست‌پزشکی مانند مهندسی بافت، دارورسانی، حسگر زیستی مورد بررسی قرار گرفته‌اند.
ذرات نانو از اهمیت علمی بالایی برخوردارند زیرا به‌عنوان پلی میان مواد حجیم و ساختارهای اتمی یا مولکولی عمل می‌کنند. در حالی که مواد حجیم باید خواص فیزیکی ثابتی داشته باشند، صرف‌نظر از اندازه‌شان، در مقیاس نانو معمولاً این‌طور نیست. خواص وابسته به اندازه‌ای نظیر چاه پتانسیل در ذرات نیم‌رسانا، تشدید پلاسمون سطحی در برخی ذرات فلزی، و سوپرپارامغناطیس در مواد مغناطیس مشاهده می‌شوند.
ذرات نانو خواص ویژه‌ای نسبت به مواد حجیم از خود نشان می‌دهند. به عنوان مثال، خم شدن مس حجیم (سیم، روبان و غیره) با حرکت اتم‌ها/خوشه‌های مس در مقیاس حدود ۵۰ نانومتر رخ می‌دهد. ذرات نانو مس کوچک‌تر از ۵۰ نانومتر به عنوان مواد فوق سخت در نظر گرفته می‌شوند که همانند مس حجیم خواص شکل‌پذیری و انعطاف‌پذیری را نشان نمی‌دهند. تغییر در خواص همیشه مطلوب نیست. مواد فرومواد کوچکتر از ۱۰ نانومتر می‌توانند جهت قطبش خود را با استفاده از انرژی حرارتی دمای اتاق تغییر دهند، بنابراین این مواد برای ذخیره‌سازی حافظه بی‌استفاده می‌شوند. سوسپانسیون‌های ذرات نانو ممکن است زیرا تعامل سطح ذره با حلال (شیمی) به اندازه کافی قوی است که تفاوت‌های چگالی را که معمولاً منجر به غرق شدن یا شناوری ماده در مایع می‌شود، غلبه می‌کند. ذرات نانو اغلب خواص بصری غیرمنتظره‌ای دارند زیرا به اندازه کافی کوچک هستند که الکترون‌های خود را محدود کنند و اثرات کوانتومی تولید نمایند. به عنوان مثال، طلای کلوئیدی در محلول رنگ قرمز تیره تا سیاه به نظر می‌رسد.
نسبت سطح به حجم بسیار بالای ذرات نانو اغلب یک نیروی محرکه عظیم برای پدیده انتشار فراهم می‌آورد، به‌ویژه در دماهای بالا. تف‌جوشی در دماهای پایین‌تر و در مدت زمان‌های کوتاه‌تر نسبت به ذرات بزرگ‌تر امکان‌پذیر است. این به‌طور نظری تأثیری بر چگالی محصول نهایی ندارد، اگرچه مشکلات جریان و تمایل ذرات نانو به تجمع می‌توانند مسائل پیچیده‌تری ایجاد کنند. اثرات سطحی ذرات نانو همچنین باعث کاهش نقطه ذوب اولیه می‌شود.

### نانوذره
نانوذرات دارای تمامی ابعاد در مقیاس نانو هستند. نانوذرات همچنین می‌توانند در یک ماده جامد حجمی قرار گیرند تا یک نانوکامپوزیت را تشکیل دهند.

#### فولرن
فولرن‌ها یک کلاس از دگرشکل‌های کربن هستند که به‌طور مفهومی ورقه‌های گرافین هستند که به لوله‌ها یا کره‌ها پیچیده شده‌اند. این شامل نانولوله کربنیها (یا نانوتیوب سیلیکونی) است که به دلیل استحکام مکانیکی و همچنین خواص الکتریکی آن‌ها مورد توجه قرار دارند.

نمای چرخشی از C_{60}، یکی از انواع فولرن

اولین مولکول فولرن که کشف شد و نام خانوادگی این کلاس از مولکول‌ها به آن اختصاص دارد، فولرن باکمینستر (C60) است که در سال ۱۹۸۵ توسط ریچارد اسمالی، رابرت کرل، جیمز هیت، شاون اوبراین و هارولد کروتو در دانشگاه رایس تهیه شد. نام آن به افتخار باکمینستر فولر است که شباهت زیادی به گنبد ژئودزیهای او دارد. از آن زمان، فولرن‌ها در طبیعت نیز یافت شده‌اند. اخیراً، فولرن‌ها در فضای خارج از جو نیز شناسایی شده‌اند.
در دهه گذشته، خواص شیمیایی و فیزیکی فولرن‌ها موضوع داغی در زمینه تحقیق و توسعه بوده‌اند و احتمالاً برای مدت طولانی همچنان به همین منوال ادامه خواهند داشت. در آوریل ۲۰۰۳، فولرن‌ها در حال بررسی برای نانوپزشکی بودند: پیوند دادن آنتی‌بیوتیکهای خاص به ساختار باکتری‌های مقاوم و حتی هدف‌گیری انواع خاصی از سلول‌های سرطان مانند ملانوم. شماره اکتبر ۲۰۰۵ مجله Chemistry and Biology مقاله‌ای را منتشر کرد که استفاده از فولرن‌ها را به عنوان عوامل ضد میکروبی فعال شده توسط نور شرح می‌دهد. در زمینه نانوفناوری، مقاومت به گرما و ابررسانایی از جمله خواصی هستند که تحقیقات زیادی را به خود جلب کرده‌اند.
یک روش رایج برای تولید فولرن‌ها ارسال جریان زیاد بین دو الکترود گرافیتی نزدیک به هم در یک جو بی‌اثر است. قوس کربن پلاسما (فیزیک) بین الکترودها به ته‌مانده‌ای دوده‌ای تبدیل می‌شود که بسیاری از فولرن‌ها از آن استخراج می‌شوند.
محاسبات زیادی با استفاده از روش‌های کوانتومی ابتدا به‌صورت اب‌اینیشیو روی فولرن‌ها انجام شده است. با استفاده از نظریه تابعی چگالی و روش‌های TDDFT می‌توان طیف‌های فروسرخ، طیف‌شناسی رامان و فرابنفش را به‌دست‌آورد. نتایج چنین محاسباتی می‌تواند با نتایج تجربی مقایسه شود.

#### نانوذرات مبتنی بر فلز
مواد نانوغیرآلی (مانند نقطه کوانتومیها، نانوسیمها و نانومیلهها) به دلیل خواص جالب نورشناسی و الکتریکی‌شان، می‌توانند در اپتوالکترونیک مورد استفاده قرار گیرند. علاوه بر این، خواص نوری و الکترونیکی مواد نانو که به اندازه و شکل آنها بستگی دارند، می‌توانند از طریق تکنیک‌های سنتزی تنظیم شوند. این مواد پتانسیل استفاده در دستگاه‌های اپتوالکترونیکی مبتنی بر مواد آلی مانند سلول خورشیدی آلی، دیود نورگسیل ارگانیک و غیره را دارند. اصول کارکرد چنین دستگاه‌هایی تحت تأثیر فرآیندهای فتوایجاد مانند انتقال الکترون فتوایجاد و انتقال انرژی است. عملکرد دستگاه‌ها بستگی به کارایی فرایند فتوایجاد مسئول عملکرد آنها دارد؛ بنابراین، درک بهتر این فرآیندهای فتوایجاد در سیستم‌های ترکیبی مواد نانو آلی/غیرآلی برای استفاده از آنها در دستگاه‌های اپتوالکترونیکی ضروری است.

## کاربردها
مواد نانو در فرایندها، محصولات و مراقبت‌های بهداشتی مختلفی مورد استفاده قرار می‌گیرند، از جمله رنگ نقاشی، فیلتراسیون، عایق‌بندی و افزودنی‌های روان‌ساز. در حوزه مراقبت‌های بهداشتی، آنزیم مصنوعیها نانوذراتی هستند که ویژگی‌های شبیه به آنزیم دارند. این نانوذرات نوع نوظهوری از آنزیم‌های مصنوعی هستند که برای کاربردهای گسترده‌ای مانند بیوسنسینگ، بیواندازه‌گیری، تشخیص تومور، ضدخوردگی و غیره مورد استفاده قرار گرفته‌اند. فیلترهای با کیفیت بالا می‌توانند با استفاده از ساختارهای نانو تولید شوند که قادر به حذف ذرات به کوچکی ویروس‌ها هستند، مانند فیلتر آب که توسط شرکت Seldon Technologies ساخته شده است. بیورآکتور غشایی نانوذراتی (NMs-MBR) نسل بعدی بیورآکتور غشایی‌های متداول است که به تازگی برای تصفیه پیشرفته فاضلاب پیشنهاد شده است. در زمینه تصفیه هوا، فناوری نانو برای مقابله با شیوع نشانگان تنفسی خاورمیانه در بیمارستان‌های عربستان سعودی در سال ۲۰۱۲ استفاده شد.
نانوذرات همچنین در فناوری‌های عایق‌بندی ایمن و مدرن انسانی استفاده می‌شوند؛ در گذشته در عایق‌بندی‌های مبتنی بر پنبه نسوز یافت می‌شدند. به عنوان افزودنی روان‌ساز، مواد نانو توانایی کاهش اصطکاک در قطعات متحرک را دارند. قطعات فرسوده و زنگ‌زده نیز می‌توانند با نانوذرات انقباضی خودترکیب‌شونده به نام TriboTEX تعمیر شوند. نانوذرات در صنایع و محصولات مصرفی مختلفی نیز به کار گرفته شده‌اند. نانوذرات معدنی مانند تیتانیوم‌اکسید برای بهبود حفاظت از اشعه ماوراء بنفش در کرم ضدآفتاب استفاده شده‌اند. نانوذرات تیتانیوم‌اکسید دپوشده با فسفر، کربن و نیتروژن به عنوان افزودنی به رنگ‌های مبتنی بر آب برای خواص خودتمیزکنندگی به کار رفته‌اند.
در صنعت ورزش، بات‌های سبک‌تری با استفاده از نانولوله‌های کربنی تولید شده‌اند تا عملکرد بهتری داشته باشند. یکی دیگر از کاربردها در ارتش است، جایی که نانوذرات رنگدانه‌ای برای ایجاد استتار مؤثرتر به کار رفته‌اند. نانوذرات همچنین می‌توانند در کاربردهای کاتالیست سه‌طرفه استفاده شوند، که مزیت آنها کنترل انتشار اکسیدهای نیتروژن (NOx) است که پیش‌ساز باران اسیدی و دود است. در ساختار هسته‌پوسته‌ای، نانوذرات به عنوان پشتیبانی کاتالیست برای حفاظت از فلزات گرانبها مانند پالادیوم و رودیوم عمل می‌کنند. عملکرد اصلی این است که از این پشتیبانی‌ها برای حمل اجزای فعال کاتالیست استفاده می‌شود، که آنها را به‌طور مؤثری پراکنده کرده، استفاده از فلزات گرانبها را کاهش داده، فعالیت کاتالیست‌ها را افزایش داده و پایداری آنها را بهبود می‌بخشد.

## سنتز
هدف از هر روش سنتزی برای نانومواد، تولید ماده‌ای است که ویژگی‌هایی از خود نشان دهد که نتیجه مقیاس طولی خاص آن در محدوده نانومتری (۱ – ۱۰۰ نانومتر) باشد. به همین ترتیب، روش سنتزی باید کنترل اندازه در این محدوده را نشان دهد تا یک ویژگی خاص یا ویژگی‌های دیگر به‌دست آید. معمولاً این روش‌ها به دو نوع اصلی تقسیم می‌شوند: «پایین به بالا» و «بالا به پایین».

### یکنواختی
فرایند شیمیایی و سنتز قطعات فناوری با عملکرد بالا برای بخش‌های خصوصی، صنعتی و نظامی نیازمند استفاده از سرامیک‌ها، پلیمرها، شیشه-سرامیک‌ها و مواد کامپوزیت با خلوص بالا است. در بدنه‌های متراکم ساخته شده از پودرهای ریز، اندازه‌ها و اشکال نامنظم نانوذرات در یک پودر معمولی اغلب منجر به مورفولوژی‌های بسته‌بندی غیر یکنواخت می‌شود که باعث تغییرات چگالی بسته‌بندی در کمپکت پودر می‌شود.

## ویژگی‌شناسی
اثرهای نوینی ممکن است در مواد زمانی رخ دهند که ساختارهایی با اندازه‌هایی مشابه با هر یک از مقیاس‌های طولی مختلف، مانند موج مادی الکترون‌ها یا طول‌موج‌های نوری فوتون‌های پرانرژی، تشکیل شوند. در این موارد، اثرات مکانیک کوانتومی ممکن است ویژگی‌های ماده را تحت‌الشعاع قرار دهند. یکی از مثال‌ها نقطه کوانتومی است که در آن ویژگی‌های الکترونیکی مواد با کاهش اندازه ذرات به‌طور قابل توجهی تغییر می‌کند. ویژگی‌های نوری نانوذرات، مانند فلورسانس، نیز به قطر ذره وابسته می‌شود. این اثر در زمانی که از ابعاد ماکروسکوپی به ابعاد میکرومتری می‌رویم، مشاهده نمی‌شود، اما زمانی که به مقیاس نانومتری می‌رسیم، به‌طور برجسته‌ای پدیدار می‌شود.
علاوه بر ویژگی‌های نوری و الکترونیکی، ویژگی‌های مکانیکی نوین بسیاری از نانو مواد موضوع تحقیقات نانو مکانیک هستند. زمانی که نانوذرات به یک ماده حجیم اضافه می‌شوند، می‌توانند ویژگی‌های مکانیکی آن ماده مانند سختی یا الاستیسیته را به‌طور قابل توجهی تحت تأثیر قرار دهند. به‌عنوان مثال، پلیمرهای سنتی می‌توانند با افزودن نانوذرات (مانند نانولوله کربنی) تقویت شوند که منجر به تولید مواد جدیدی می‌شود که می‌توانند جایگزین‌های سبک‌تری برای فلزات باشند. چنین ماده کامپوزیتهایی می‌توانند کاهش وزن را در کنار افزایش پایداری و بهبود کارایی فراهم کنند.
در نهایت، مواد نانوساختار با اندازه ذرات کوچک، مانند زئولیتها و پنبه نسوزها، به‌عنوان فروکافت در یک دامنه وسیع از واکنش‌های شیمیایی صنعتی حیاتی استفاده می‌شوند. توسعه بیشتر چنین کاتالیزگرهایی می‌تواند مبنای فرآیندهای شیمیایی مؤثرتر و دوستدار محیط زیست باشد.
اولین مشاهدات و اندازه‌گیری‌های اندازه نانوذرات در دهه اول قرن بیستم انجام شد. زیگموندی مطالعات دقیقی از سوسپانسیون‌های طلای کلوئیدی و سایر نانومواد با اندازه‌هایی تا ۱۰ نانومتر و کمتر انجام داد. او در سال ۱۹۱۴ کتابی منتشر کرد. او از یک اولترا میکروسکوپ استفاده کرد که از روش میدان تاریک برای مشاهده ذرات با اندازه‌های بسیار کمتر از نور طول موج بهره می‌برد. تکنیک‌های سنتی که در طول قرن بیستم در علم سطح و کلوئید برای شناسایی نانومواد توسعه یافت، به‌طور گسترده‌ای برای نانومواد غیرفعال نسل اول که در بخش بعدی توضیح داده می‌شود، استفاده می‌شوند.
این روش‌ها شامل چندین تکنیک مختلف برای شناسایی توزیع اندازه ذرات هستند. این شناسایی ضروری است زیرا بسیاری از موادی که انتظار می‌رود اندازه نانو داشته باشند، در واقع در محلول‌ها به صورت تجمعی در می‌آیند. برخی از این روش‌ها بر پایه پراکندگی هستند. دیگر روش‌ها از فراصوت استفاده می‌کنند، مانند طیف‌سنجی کاهش فراصوت برای آزمایش پراکندگی نانوذرات متمرکز و میکروامولسیون‌ها.
همچنین گروهی از تکنیک‌های سنتی برای شناسایی بار سطحی یا پتانسیل زتای نانوذرات در محلول‌ها وجود دارد. این اطلاعات برای تثبیت مناسب سیستم ضروری است تا از تجمع یا لخته‌سازی آن جلوگیری شود. این روش‌ها شامل میکروالکتروفورز، پراکندگی نوری الکتروفورتیک، و مهندسی صوت‌شناسی هستند. برای مثال، روش جریان ارتعاشی کلوئید برای شناسایی سیستم‌های متمرکز مناسب است.

## ویژگی‌های مکانیکی
تحقیقات جاری نشان داده‌اند که ویژگی‌های مکانیکی در نانومواد می‌توانند نسبت به مواد حجیم تفاوت‌های قابل توجهی داشته باشند. نانومواد به دلیل تأثیرات حجم، سطح و کوانتومی نانوذرات دارای ویژگی‌های مکانیکی قابل توجهی هستند. این امر زمانی مشاهده می‌شود که نانوذرات به مواد حجیم معمولی اضافه شوند. نانومواد دانه‌ها را ریز کرده و ساختارهای میان‌دانه‌ای و درون‌دانه‌ای تشکیل می‌دهند که مرزهای دانه را بهبود بخشیده و در نتیجه ویژگی‌های مکانیکی مواد را تقویت می‌کنند.

## نگارخانه

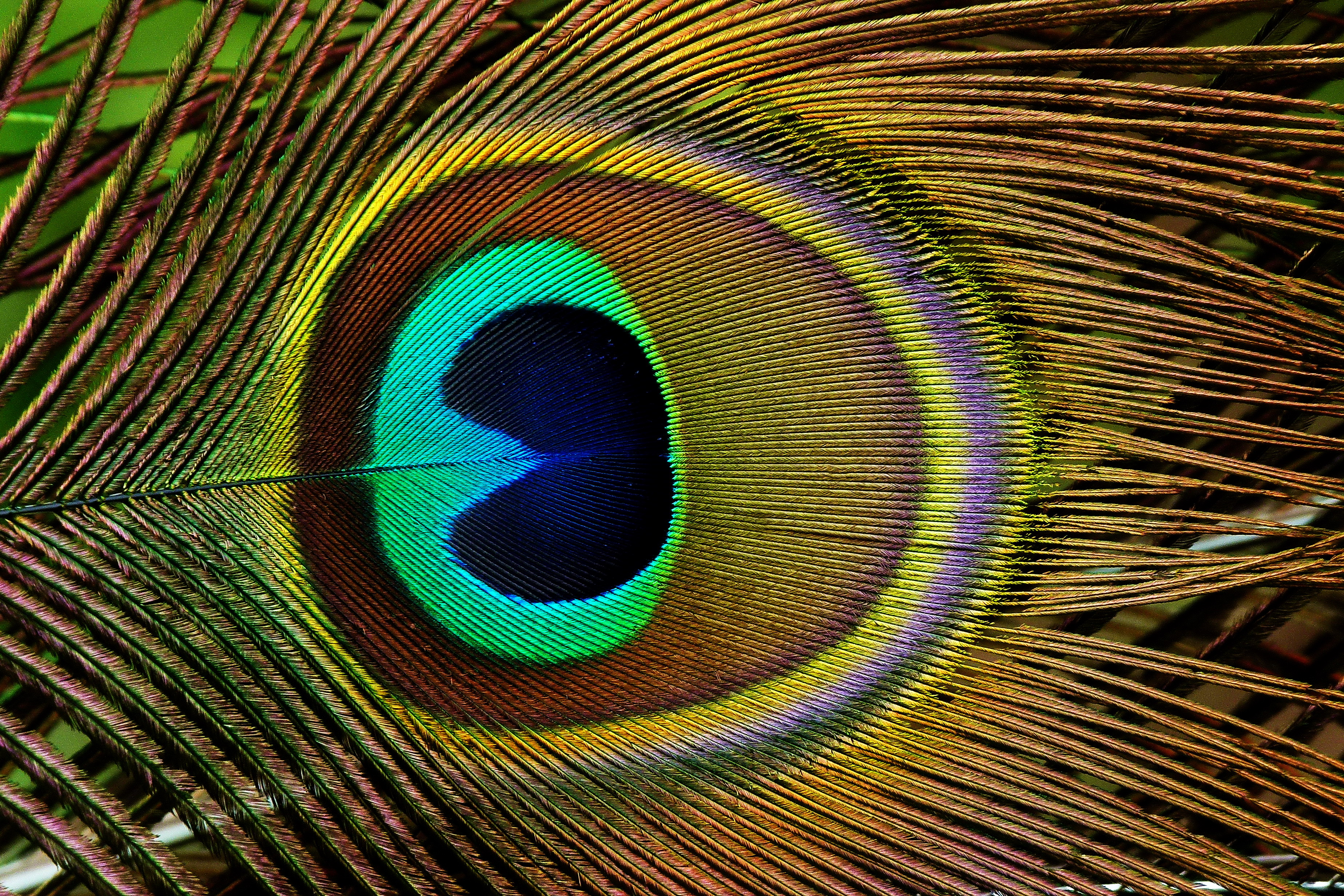
جزئیات پر طاووس
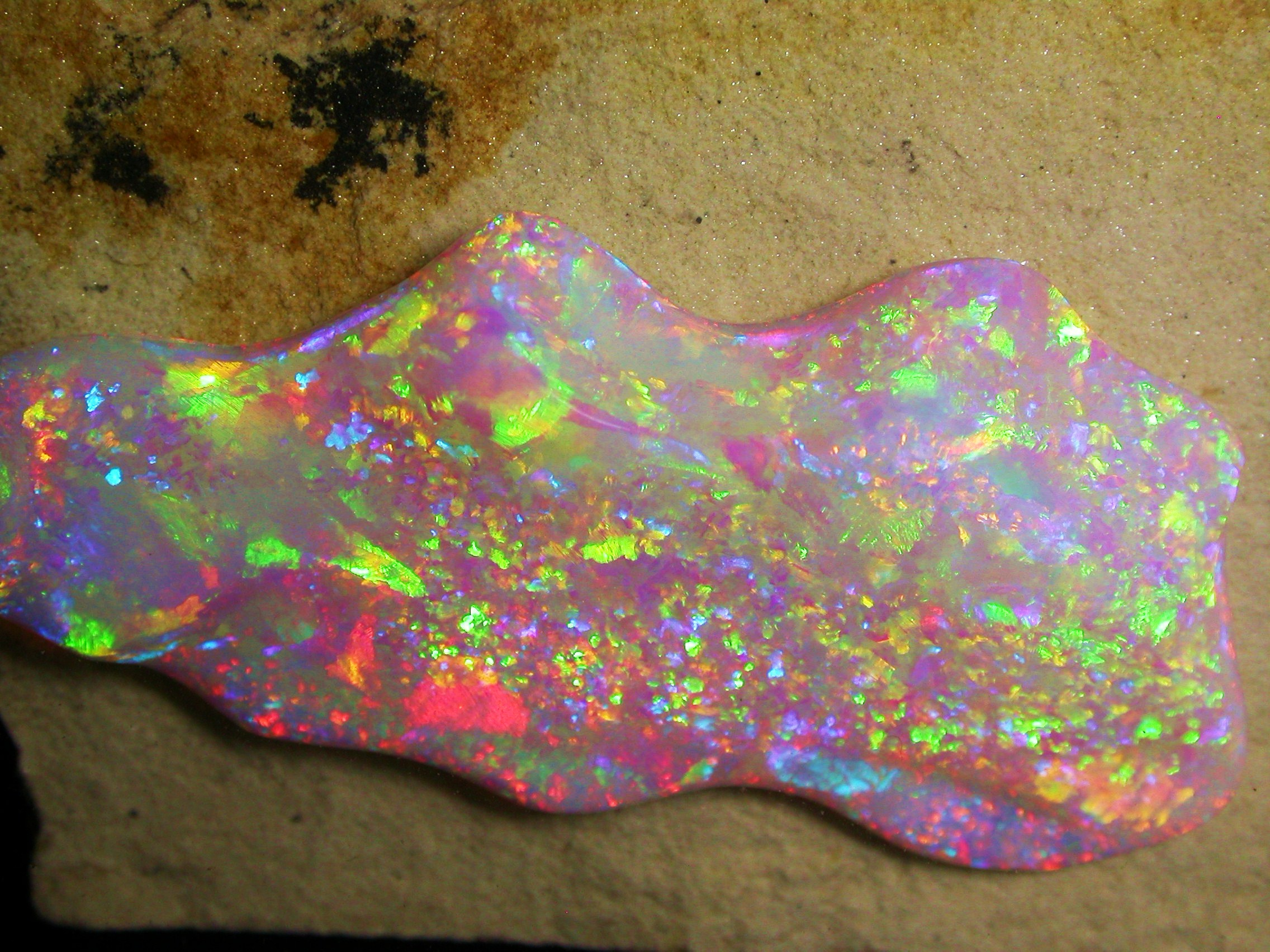
اپال کریستالی برزیلی. بازی رنگ به‌دلیل تداخل و پراکندگی نور میان گوی‌های سیلیکایی (۱۵۰–۳۰۰ نانومتر در قطر) ایجاد می‌شود.
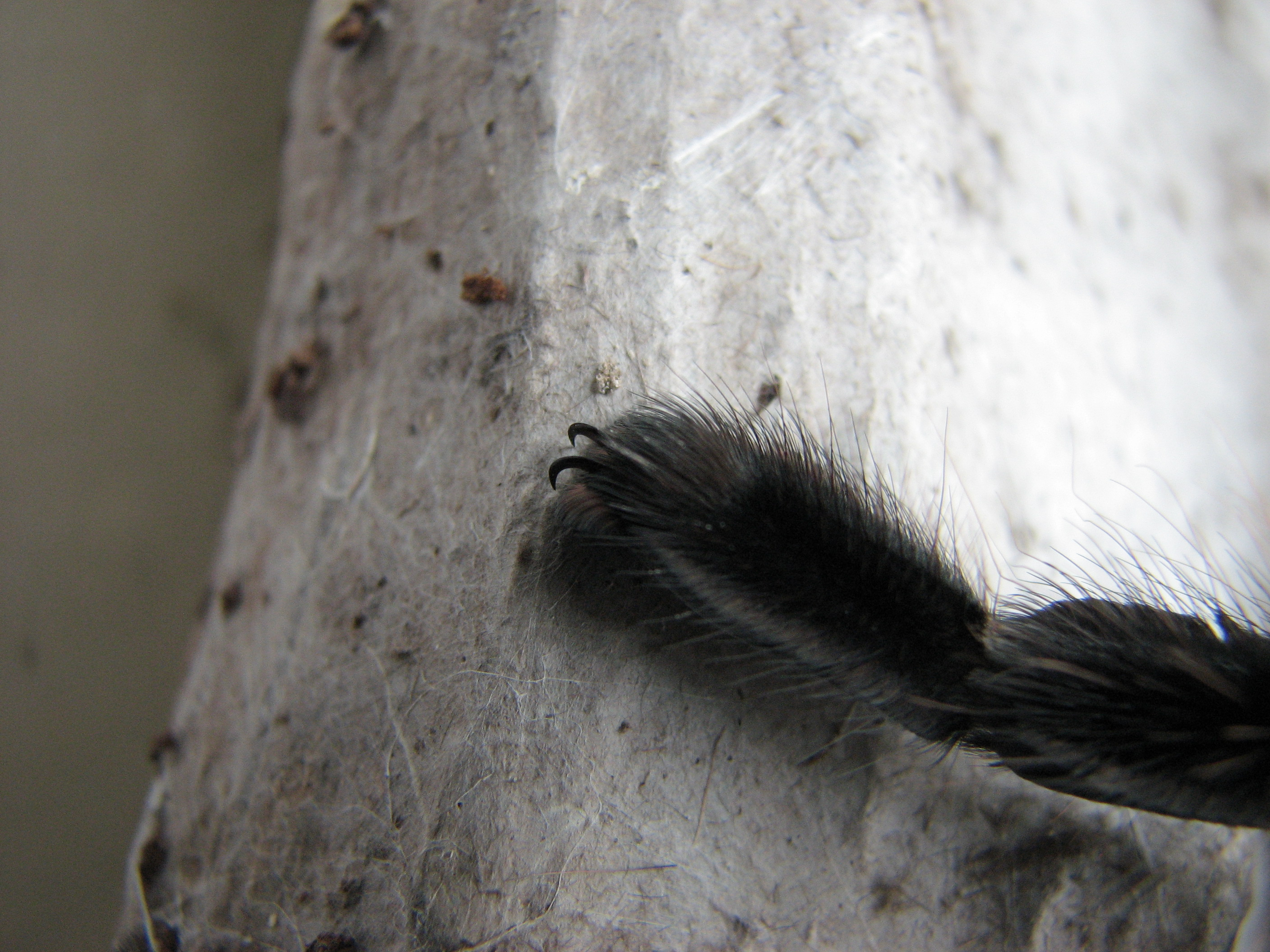
رنگ آبی گونه‌ای از تارانتولا (۴۵۰ نانومتر ± ۲۰ نانومتر)